# Ašina Tuvu
Ašina Tuvu (kitajsko: 吐務) je bil zgodnji gokturški poglavar in prednik gokturških kaganov. O njem je znano samo to, da je bil da jehu (大葉護, veliki jabgu).

## Družina
- pra-praded: Jidži Nišidu (伊質泥師都) - mitski prednik turških ljudstev, sin volkulje[2]
- praded: Neduliu šad (訥都六設) - najstarejši sin Jidži Nišiduja, legendarni prednik turških plemen
- ded: Ašina (阿史那) - najmlajši otrok Neduliu šada, polegendarni prednik plemena Ašina
- oče: Adžian šad (阿賢設) - podrejen Rouranskemu kaganatu[3]
- sin: Bumin kagan
- sin: Istemi jabgu